# Dechristianize
Dechristianize – piąty album amerykańskiej grupy deathmetalowej Vital Remains. W tekstach można zauważyć tematykę apostazji Francji, która została dokonana podczas rewolucji francuskiej. Intro "Let The Killing Begin" zawiera sekcję Carla Orffa "O Fortuna" oraz głosy z The Greatest Story Ever Told.

## Lista utworów
1. "Let the Killing Begin" (Intro) – 1:59
2. "Dechristianize" – 8:56
3. "Infidel" – 6:17
4. "Devoured Elysium" – 5:44
5. "Savior to None... Failure for All..." – 6:37
6. "Unleashed Hell" – 5:58
7. "Rush of Deliverance" – 7:07
8. "At War with God" – 7:55
9. "Entwined by Vengeance" – 10:00

## Twórcy
- Glen Benton – wokal prowadzący
- Tony Lazaro – gitara rytmiczna, muzyka
- Dave Suzuki – gitara prowadząca, gitara basowa, perkusja, inżynieria dźwięku, słowa
- Mark Prator – miksowanie, inżynieria dźwięku
- Aaron Caillier – inżynier dźwięku
- Robert Pemberton – remiksowanie, inżynieria dźwięku
- Todd Jessop – inżynieria dźwięku
- Roger Lian – mastering
- Jaromir "Deather" Bezruc – okładka
- Joe Rooney – zdjęcia